# Thamnobryum speciosum
Thamnobryum speciosum är en bladmossart som beskrevs av Hoe 1974. Thamnobryum speciosum ingår i släktet rävsvansmossor, och familjen Neckeraceae. Inga underarter finns listade i Catalogue of Life.